# 女神の教室〜リーガル青春白書〜
『女神の教室〜リーガル青春白書〜』（テミスのきょうしつ リーガルせいしゅんはくしょ）は、2023年1月9日から3月20日まで、フジテレビ系「月9」枠にて放送されたテレビドラマ。主演は北川景子で同枠は5度目で月9初主演である。法律家を目指す者が通う法科大学院（ロー・スクール）を舞台にしたオリジナルの青春群像劇。題名の「女神（テミス）」は、ギリシャ神話で「法の女神」として知られるテミスにちなんでいる。

## あらすじ
東京地方裁判所刑事部の裁判官を務める柊木雫は、青南大学の法科大学院（ロースクール）の派遣教員に任命され法律家を目指す者たちと切磋琢磨する。

## キャスト

### 主要人物
柊木雫（ひいらぎ しずく）〈37〉
演 - 北川景子
青南大学法科大学院へ教員として派遣された東京地裁の裁判官。元々は無名大学の経済学部出身であったが、青南大学法科大学院で法律を学んだ末、裁判官になっている。
学生時代に父親が勤め先の町工場を解雇されたことで、原告側の家族として裁判に同席。裁判官が原告一人ひとりの話に熱心に耳を傾ける姿に感銘し、自らも裁判官を志した。とんかつが好物。

### 青南大学法科大学院
雫の勤めるロースクール。通称：青南ロー。

#### 教員
藍井仁（あおい じん）〈32〉
演 - 山田裕貴
研究家教員。専門は憲法。東大法学部在学中に司法試験をパスした天才で、法律の判例オタク。学生に司法試験のノウハウを教えることにしか興味がない人物で、雫とは逆の価値観を持つ。
里崎健一郎（さとざき けんいちろう）〈63〉
演 - 小堺一機
教務主任。専門は民法・物権法。
守宮清正（もりみや きよまさ）〈53〉
演 - 及川光博
学院長。雫とは、彼女が青南大学法科大学院で学んでいたときの教え子と教員の関係だった。

#### 学生
照井雪乃（てるい ゆきの）〈23〉
演 - 南沙良
他人にも自分にも厳しい性格のしっかり者の学生。
真中信太郎（まなか しんたろう）〈23〉
演 - 高橋文哉
「弱者を救う弁護士」の理想を掲げるが、その裏で本当に弁護士になれるか焦りを見せる学生。東京都出身。
桐矢純平（きりや じゅんぺい）〈24〉
演 - 前田旺志郎
おしゃべりでお調子者の学生。静岡県出身。
水沢拓磨（みずさわ たくま）〈24〉
演 - 前田拳太郎
一匹狼の学生。神奈川県出身。
天野向日葵（あまの ひまわり）〈23〉
演 - 河村花
自身の可能性を諦め、怠惰な生活を送る学生。父が著名なビジネスロイヤー。愛知県出身。

#### その他の学生
高野蓮
演 - 井上想良

大山くるみ
演 - 加藤菜津

左右田龍之介
演 - 橘優輝

堀田花音
演 - 永島聖羅

野々山奈緒
演 - 西野実見

浜口大和
演 - 増本尚

久保田律
演 - 櫻井佑樹

須藤怜士
演 - 正田尚大

矢崎瑠衣
演 - 葉月ひとみ

篠田優菜
演 - 辻千恵

村上詩織
演 - 臼井萌音

五十嵐和真
演 - 八杉泰牙

沼田敏春
演 - 松口（マンマーレ）

根本稔
演 - ひろ（マンマーレ）

綿貫海斗
演 - 鈴木悠貴

高松桃子
演 - 鳥生りさこ

中村明日香
演 - 藤下栞

田中舞
演 - 廣瀬この香

手塚絵美子
演 - 永田姫加

藤本哲平
演 - 滝山博之

小林健二郎
演 - 藁谷修平

杉原大介
演 - 津田宗司

加地元気
演 - 福田大輝
田村愛見
演 - 後藤咲葵

山口七海
演 - さとうみく

### 雫の同期
安藤麻理恵（あんどう まりえ）〈45〉
演 - 佐藤仁美
弁護士。
横溝太一（よこみぞ たいち）〈39〉
演 - 宮野真守
検察官。東京地検公判部所属。

### その他
風見颯（かざみ はやて）〈40〉
演 - 尾上松也
警視庁捜査一課の刑事。

### ゲスト

#### 第1話
田辺浩〈30〉
演 - 田村健太郎（第2話）
青南ローの卒業生。既に司法試験に4回落ちており、最後の受験に向けて藍井塾に入れてほしいと藍井にすがる。
過度のストレスで不整脈を発症し、青南ローで倒れ病院に救急搬送される。
内山久子
演 - 福井裕子
麻理恵が弁護を担当する万引き犯。初犯だと主張していたが、実は常習犯だった。
事務員
演 - あいだあい（第9話・第10話）
安藤麻理恵法律事務所の事務員。
被告、保護者
演 - 浅見和哉、木村なおみ
雫が担当した覚醒剤取締法違反事件の被告とその保護者。
砂川篤史
演 - 信太昌之
東京地方裁判所・所長。柊木雫に派遣教員として青南ローでの勤務を命ずる。

#### 第2話
天野吉竹
演 - 奥田達士
向日葵の父。弁護士。向日葵に青南ローを辞めて事務所を手伝えと退学願を渡す。
西野京介
演 - 林カラス
タトゥーの入った水沢の友達。水沢にいい加減勉強を諦めろと諭すが、生活苦の彼に金を貸す一面もある。
住人A
声 - 皆川尚義
水沢が警備員のバイトで働くマンションの住民。隣人がうるさいのでなんとかしろと警備室にクレームの連絡を寄越す。
住人B
演 - 宮咲久美子
水沢が警備員のバイトで働くマンションの住民。エントランスのカラスの死骸を片付けろと水沢に要求する。

#### 第3話
真中美羽
演 - 山口まゆ（第4話・第6話・第8話）
信太郎の妹。就活生。兄が最終面接で落ちた外資のコンサルタント会社「マッキンズカンパニー」に内定した。
真中孝太郎
演 - 鼓太郎（第4話）
信太郎の父。
真中優子
演 - 土井きよ美（第4話）
信太郎の母。
白石杏奈
演 - 中村守里（第9話）
2021年8月、塾「大和ゼミナール」校内の個室教室にて講師の松下隼人にカッターナイフを突きつけられ強制性交された被害者。颯が刑事として担当した事案。
第3回公判で証人出廷する予定だったが自殺し、被告に無罪判決が出た。
白石小百合
演 - 舟木幸（第9話）
白石杏奈の母。
被告
演 - 髙橋里恩
父親を花瓶で殴り罪に問われた被告。太一の検事担当事案。
裁判長
演 - 矢嶋俊作
上記裁判の裁判長。
弁護人
演 - 小沼朝生、兼原良太郎
上記裁判の弁護人。

#### 第4話
信太郎の学友たち
演 - 鈴木志遠（役名：北島）、一ノ瀬竜、市川理矩
「マッキンズカンパニー」勤務の北島はロスアンジェルス転勤が決まった。

#### 第5話
痴漢
演 - 小川隆将
雪乃が高校生の時に受けた痴漢の加害者。現在も雪乃のトラウマになっている。
バスの乗客
演 - 中島智彦
青南ローへ向かうバスで、雪乃と乗り合わせた乗客。急いでいたのか荒い息をしており、雪乃は以前受けた痴漢行為を思い出してパニックとなり、バスを下車する。

#### 第6話
津山邦彦
演 - 安井順平（第1話・第3話・第5話・第10話）
雫が仙台地方裁判所時代に担当した「仙台社員寮放火事件」の被告人。人員整理のため年内で解雇されることが決まっていた清澄食品株式会社に対する強い不満から、社員寮に放火。裁判で現住建造物等放火罪で懲役5年の判決を言い渡された。その際、雫から掛けられた「どうか 一からやり直してください」の言葉を逆恨みし、出所後に「crow」のアカウント名でSNSに雫および青南ローの教え子たちの個人情報を晒すなど、法に触れるギリギリの執拗な嫌がらせを行っていた。雫との直接対面後、自ら命を絶ったとされた。実は出所後に加藤予備校に通っていた生徒であったこと、および自殺に見せかけて風見に殺害されたことが判明する。
浜田清弘
演 - 田野良樹
仙台地方裁判所の「仙台社員寮放火事件」裁判の裁判長。

#### 第8話
加藤正則
演 - 髙橋洋
青南ローの同業大手「加藤予備校」の代表。藍井を倍額の給与を提示し引き抜こうとする。
桑田淳一
演 - 木川淳一（第10話）
風見の上司。塾講師の強制わいせつ事件が上告審で棄却されたことで、この件は終わりだと話す。

#### 第9話
松下隼人
演 - 渡部秀
塾「啓学社アカデミー」講師。かつての勤務先「大和ゼミナール」にて女子生徒に対し強制わいせつ行為に及んだとして逮捕・起訴されたが、被害者が自殺したこともあり、証拠不十分で無罪となる。上告審まで行ったもののそのまま無罪が確定した。
風見栞
演 - 桜川博子
風見颯の妹。高校生のころ先輩に部室でわいせつ行為をされたが、恐怖で声をあげられなかった。その後は精神を病んで進学も就職も出来ず入退院を繰り返している。
佐久間花恋
演 - 安藤美優（第10話）
「啓学社アカデミー」での松下の生徒。風見に協力し、松下と個室で二人きりになったが、音声レコーダーを隠し持っているのがバレ、カッターで脅された上で裸の写真を撮られてしまった。

#### 第10話
医師
演 - 今藤洋子
翠明大学附属病院に入院する風見栞の担当医。
塾職員
演 - 岩田和浩
「啓学社アカデミー」の職員。塾舎前でチラシ配りをしていた青南ローの5人に抗議する。
生徒
演 - 佐藤ひなた、安達木乃
「啓学社アカデミー」の生徒たち。「風見颯容疑者について何かご存知ですか？」というチラシを見て、「松下先生につきまとってたストーカーじゃん」「知らないよね」と話す。
川木幸一
演 - 中野剛
風見の殺傷事件の担当検事。
田中美由紀
演 - 柿弘美
被害者支援センター 相談員。

#### 最終話
梶山将史
演 - 小林隆
法務省の役人。法科大学院の存在意義を検討する法科大学院等特別委員会の代表。
神倉
演 - 井上肇
東京地方裁判所の判事。米沢保の妻殺害事件での裁判長。
池田
演 - 平原テツ
東京地方裁判所の判事。雪乃の同僚。
寺島
演 - 吉田ウーロン太
「堀之内法律事務所」所属の弁護士。水沢の上司。
和泉良太
演 - 隈部洋平
「ホープ生命」法務部・課長。真中の上司。
魚住沙織
演 - 沢井美優
離婚調停中の夫、魚住雄平が今もなお付きまとい行為をしているのでやめさせたいと「堀之内法律事務所」に相談に来る。
役名不明
演 - 谷藤太
法科大学院等特別委員会のメンバー。法科大学院で法律家としての人間性を育てたところで、司法試験に合格できなければプロにはなれないのだから、実務において必要な資質を育むことを優先させることは本末転倒ではないかとの意見を述べる。
藤波翔悟
演 - 奥村アキラ
検事。大熊徹平の事案を担当。向日葵の上司。
米沢保
演 - 遠藤たつお
50年以上連れ添った妻の介護に疲れ、刺殺した被告人。雪乃の判事としての担当事案。
上司、由衣、社員
演 - 吉成浩一、村山朋果、榎木さりな
真中が勤める「ホープ生命」の営業部社員。由衣に対し社内情報を共有しない等の嫌がらせが行われている可能性に真中が気付く。
大熊徹平
演 - 秋元龍太朗
スーパーでまんじゅうを万引きしたことを注意され暴力を振るった被疑者。司法修習生である向日葵のことを見習いとバカにする。
店長
演 - 神谷圭介
桐矢がバイトする中華料理店の店長。

## 使用された書籍
- 『ポケット六法』（有斐閣）
- 『デイリー六法』（三省堂）
- 『有斐閣判例六法』
- 『判例百選（別冊ジュリスト）』シリーズ（有斐閣）
- 宇藤崇＝松田岳士＝堀江慎司『刑事訴訟法（LEGAL QUEST）』（有斐閣）：雫が、自身の授業の教科書に採用している。
- 宇賀克也『行政法』（有斐閣）
- 大石眞『憲法概論Ⅰ―総説・統治機構』『憲法概論Ⅱ―基本権保障』（有斐閣）
- 酒巻匡『刑事訴訟法』（有斐閣）
- 佐久間毅『民法の基礎1総則』（有斐閣）
- 佐久間毅『民法の基礎2物権』（有斐閣）：里崎が、自身の授業の教科書に採用している。
- 長谷部恭男『憲法の論理』（有斐閣）
- 諸澤英道『被害者学』（成文堂）：第9話で、雫が天野にプレゼントした。
- 安西文雄＝巻美矢紀＝宍戸常寿『憲法学読本』（有斐閣）
- 山口厚『刑法』（有斐閣）

## スタッフ
- 脚本 - 大北はるか、神田優、蓼内健太
- 音楽 - 武部聡志
- 主題歌 - Vaundy「まぶた」（SDR）[71]
- 演出 - 澤田鎌作[3]、谷村政樹、森脇智延
- 協力 - 法務省
- 法律監修 - 水野智幸[72]、野嶋慎一郎（法政大学大学院法務研究科）
- 法律監修協力 - 平尾覚、國本英資、牛田宰[73]
- 警察監修 - 古谷謙一[74]
- 医療監修 - 山本昌督
- プロデューサー - 野田悠介[3]
- 制作・著作 - フジテレビ

## 放送日程
| 話数                                                                        | 放送日  | サブタイトル                                            | 脚本                | 演出     | 視聴率 |
| --------------------------------------------------------------------------- | ------- | ------------------------------------------------------- | ------------------- | -------- | ------ |
| 第1話                                                                       | 1月09日 | 北川景子主演! 新たな青春群像劇が始まる!                 | 大北はるか 神田優   | 澤田鎌作 | 10.5%  |
| 第2話                                                                       | 1月16日 | タトゥー入浴拒否を巡る激論バトル!!                      | 大北はるか 神田優   | 澤田鎌作 | 07.9%  |
| 第3話                                                                       | 1月23日 | 黙秘権を巡るディベート!                                 | 大北はるか          | 澤田鎌作 | 07.0%  |
| 第4話                                                                       | 1月30日 | ついに明かされる真中の裏の顔!!                          | 神田優              | 谷村政樹 | 06.5%  |
| 第5話                                                                       | 2月06日 | 学生たちに魔の手が襲い掛かる!? 照井が抱えたトラウマとは | 大北はるか          | 谷村政樹 | 06.8%  |
| 第6話                                                                       | 2月13日 | 犯行動機は柊木の過去に!? 柊木は一体何を犯したのか?      | 大北はるか 神田優   | 澤田鎌作 | 06.3%  |
| 第7話                                                                       | 2月20日 | 衝撃的な真実に柊木は!? そして、ついに司法試験へ!!       | 神田優              | 谷村政樹 | 06.6%  |
| 第8話                                                                       | 2月27日 | 司法試験の結果は!? 藍井が引き抜きに!!                   | 大北はるか          | 森脇智延 | 06.7%  |
| 第9話                                                                       | 3月06日 | ついに最終章! 藍井VS風見! そして、予期せぬ結末へ!       | 神田優              | 谷村政樹 | 06.0%  |
| 第10話                                                                      | 3月13日 | 衝撃のクライマックス! そして柊木、最後の講義へ!!        | 大北はるか          | 澤田鎌作 | 06.3%  |
| 最終話                                                                      | 3月20日 | ついに最終回! 歩み始めたそれぞれの夢への道!!            | 蓼内健太 大北はるか | 森脇智延 | 06.1%  |
| 平均視聴率 7.0%（視聴率はビデオリサーチ調べ、関東地区・世帯・リアルタイム） |         |                                                         |                     |          |        |

- 第1話は21時 - 22時24分の30分拡大放送[2]。

## その他
2023年1月14日に同局系「土曜プレミアム」枠で放送された『イチケイのカラス スペシャル』に北川が演じる主人公・柊木雫が、イチケイのカラスの主人公・入間みちお（演 - 竹野内豊）の東京地裁時代の元同僚としてクロスオーバー出演した。